# PEC in het seizoen 1953/54
Het seizoen 1953/1954 was het 43e jaar in het bestaan van de Zwolse voetbalclub PEC. De club kwam uit in de Tweede Klasse Oost A.

## Wedstrijdstatistieken

### Tweede Klasse A
| Zwartemeer                                                 |               |               |               |
|                                                            | PEC           | 2 – 1 (? – ?) | VV Zwartemeer |
| 19 april 1954 Plaats: Zwolle Gemeentelijk Sportpark        |               |               |               |
|                                                            | VV Zwartemeer | 1 – 0 (? – 0) | PEC           |
| 6 december 1953 Plaats: Klazienaveen Sportpark De Planeet  |               |               |               |
| Eilermark                                                  |               |               |               |
|                                                            | PEC           | 1 – 4 (? – ?) | GVV Eilermark |
| 1 november 1953 Plaats: Zwolle Gemeentelijk Sportpark      |               |               |               |
|                                                            | GVV Eilermark | 6 – 2 (? – ?) | PEC           |
| 25 april 1954 Plaats: Glanerbrug Sportpark Eilermark       |               |               |               |
| Tubantia                                                   |               |               |               |
|                                                            | PEC           | 0 – 1 (0 – ?) | HVV Tubantia  |
| 11 april 1954 Plaats: Zwolle Gemeentelijk Sportpark        |               |               |               |
|                                                            | HVV Tubantia  | 1 – 3 (? – ?) | PEC           |
| 29 november 1953 Plaats: Hengelo Sportpark De Waarbeek     |               |               |               |
| Hengelo                                                    |               |               |               |
|                                                            | PEC           | 4 – 2 (? – ?) | HVV Hengelo   |
| 16 mei 1954 Plaats: Zwolle Gemeentelijk Sportpark          |               |               |               |
|                                                            | HVV Hengelo   | 3 – 0 (? – 0) | PEC           |
| 20 december 1953 Plaats: Hengelo Sportpark De Waarbeek     |               |               |               |
| Achilles '12                                               |               |               |               |
|                                                            | PEC           | 4 – 2 (? – ?) | Achilles '12  |
| 22 november 1953 Plaats: Zwolle Gemeentelijk Sportpark     |               |               |               |
|                                                            | Achilles '12  | 1 – 0 (? – 0) | PEC           |
| 28 maart 1954 Plaats: Hengelo Sportpark 't Wilbert         |               |               |               |
| Labor                                                      |               |               |               |
|                                                            | PEC           | 1 – 1 (? – ?) | DVV Labor     |
| 18 oktober 1953 Plaats: Zwolle Gemeentelijk Sportpark      |               |               |               |
|                                                            | DVV Labor     | 0 – 1 (0 – ?) | PEC           |
| 14 maart 1954 Plaats: Deventer Sportpark Labor             |               |               |               |
| Alcides                                                    |               |               |               |
|                                                            | PEC           | 1 – 2 (? – ?) | MVV Alcides   |
| 2 mei 1954 Plaats: Zwolle Gemeentelijk Sportpark           |               |               |               |
|                                                            | MVV Alcides   | 1 – 3 (? – ?) | PEC           |
| 20 september 1953 Plaats: Meppel Sportpark Alcides         |               |               |               |
| Quick '20                                                  |               |               |               |
|                                                            | PEC           | 1 – 2 (? – ?) | Quick '20     |
| 13 september 1953 Plaats: Zwolle Gemeentelijk Sportpark    |               |               |               |
|                                                            | Quick '20     | 1 – 2 (? – ?) | PEC           |
| 27 december 1953 Plaats: Oldenzaal Sportpark Vondersweijde |               |               |               |
| Z.A.C.                                                     |               |               |               |
|                                                            | PEC           | 4 – 1 (? – ?) | ZAC           |
| 24 januari 1954 Plaats: Zwolle Gemeentelijk Sportpark      |               |               |               |
|                                                            | ZAC           | 1 – 5 (? – ?) | PEC           |
| 27 september 1953 Plaats: Zwolle Sportpark Veerallee       |               |               |               |
| Oldenzaal                                                  |               |               |               |
|                                                            | PEC           | 1 – 0 (? – 0) | VV Oldenzaal  |
| 21 maart 1954 Plaats: Zwolle Gemeentelijk Sportpark        |               |               |               |
|                                                            | VV Oldenzaal  | 0 – 2 (0 – ?) | PEC           |
| 8 november 1953 Plaats: Oldenzaal Het Heuveltje            |               |               |               |
| Sallandia                                                  |               |               |               |
|                                                            | PEC           | 4 – 1 (? – ?) | DVV Sallandia |
| 4 oktober 1953 Plaats: Zwolle Gemeentelijk Sportpark       |               |               |               |
|                                                            | DVV Sallandia | 0 – 9 (0 – ?) | PEC           |
| 7 maart 1954 Plaats: Deventer Sportpark De Zandweerd       |               |               |               |

## Statistieken PEC 1953/1954

### Eindstand PEC in de Nederlandse Tweede Klasse 1953 / 1954
| Stand | Gespeeld | Gewonnen | Gelijk | Verloren | Punten | Doelpunten voor | Doelpunten tegen |
| ----- | -------- | -------- | ------ | -------- | ------ | --------------- | ---------------- |
| 4e    | 22       | 13       | 1      | 8        | 28     | 50              | 32               |

### Punten per tegenstander
|       | Zwartemeer | Eilermark | Tubantia | Hengelo | Achilles '12 | Labor | Alcides | Quick '20 | Z.A.C. | Oldenzaal | Sallandia |
| ----- | ---------- | --------- | -------- | ------- | ------------ | ----- | ------- | --------- | ------ | --------- | --------- |
| Thuis | 2          | 0         | 0        | 2       | 2            | 1     | 0       | 0         | 2      | 2         | 2         |
| Uit   | 0          | 0         | 2        | 0       | 0            | 2     | 2       | 2         | 2      | 2         | 2         |

### Doelpunten per tegenstander
|       | Zwartemeer | Eilermark | Tubantia | Hengelo | Achilles '12 | Labor | Alcides | Quick '20 | Z.A.C. | Oldenzaal | Sallandia | Totaal |
| ----- | ---------- | --------- | -------- | ------- | ------------ | ----- | ------- | --------- | ------ | --------- | --------- | ------ |
| Thuis | 2          | 1         | 0        | 4       | 4            | 1     | 1       | 1         | 4      | 1         | 4         | 23     |
| Uit   | 0          | 2         | 3        | 0       | 0            | 1     | 3       | 2         | 5      | 2         | 9         | 27     |
|       |            |           |          |         |              |       |         |           |        |           |           | 50     |